# Provinz Utcubamba
Die Provinz Utcubamba liegt im Norden Perus in der Region Amazonas. Sie hat eine Fläche von 3859,93 km², das heißt, sie belegt 9,83 % der Fläche der Region Amazonas. Beim Zensus 2017 betrug die Einwohnerzahl 107.237, 10 Jahre zuvor lag sie bei 109.043. Die Provinzverwaltung befindet sich in Bagua Grande.

## Geographische Lage
Die Provinz Utcubamba liegt am Unterlauf des Río Utcubamba. Im Westen bildet der Río Marañón die Provinzgrenze. Beiderseits des Utcubamba-Tals verlaufen die Gebirgsketten der peruanischen Zentralkordillere.
Die Provinz Utcubamba grenzt im Norden an die Provinzen Bagua und die Condorcanqui, im Osten an die Provinz Bongará, im Süden an die Provinz Luya sowie im Osten an die Region Cajamarca. 
Der Name Utcubamba kommt aus dem lokalen Quechua. Utco bedeutet „Baumwolle“ und pampa ist eine „Ebene“. Utcubamba bezeichnet also eine Ebene, auf der Baumwolle angepflanzt wird. Hiernach ist auch der Fluss Río Utcubamba benannt.

## Verwaltungsgliederung
Die Provinz besteht aus 7 Distrikten. Der Distrikt Bagua Grande ist Sitz der Provinzverwaltung.
| Distrikt     | Verwaltungssitz |
| ------------ | --------------- |
| Bagua Grande | Bagua Grande    |
| Cajaruro     | Cajaruro        |
| Cumba        | Cumba           |
| El Milagro   | El Milagro      |
| Jamalca      | Jamalca         |
| Lonya Grande | Lonya Grande    |
| Yamón        | Yamón           |